# Andrea Éva Győri
Andrea Éva Győri (* 1985 in Budapest; † 19. März 2022 in Rotterdam) war eine ungarische Künstlerin. Sie lebte und arbeitete zuletzt in Rotterdam.
Ihre Zeichnungen, Videos und Performances beschäftigen sich vor allem mit dem weiblichen Körper, der Verbindung von Körper und Geist und allgemeinen Fragen der Sexualität. Ihr Fokus lag dabei auf einer schmerzhaft ehrlichen Auseinandersetzung mit dem weiblichen Begehren und den Themen Schmerz und Krankheit.

## Leben und Werk
Győri studierte Bildende Kunst, an der Ungarischen Universität der Bildenden Künste in Budapest und Video, Performance, Skulptur, Installation an der Staatlichen Akademie der Bildenden Künste, Stuttgart in der Klasse von Christian Jankowski, Mike Bouchet, Felix Ensslin.  Anschließend studierte sie weiter Kunst sowie asiatisch-orientalische Malerei an der HONGIK Universität in Seoul.
Als sie im Jahr 2012 keine Dusche in ihrer Wohnung hatte, ließ sie sich zum Duschen von anderen Personen einladen. Als Gegenleistung durften die Besitzer der Duschen ihren Duschakt dokumentieren.
2016 stellte sie an der MANIFESTA 11 in Zürich eine Serie von Zeichnungen aus, welche sie zusammen mit der Sexologin Dania Schiftan erarbeitete und eine Art Anleitung zum weiblichen Orgasmus darstellen. Ein weiterer Teil dieses Projekts waren „Masturbation Portraits“, Zeichnungen von Frauen während der Masturbation.
Sie war Artist in Residence an der Jan Van Eyck Academie und dem Künstlerhaus Schloss Balmoral und gewann 2019 den Esterhazy Art Award.

## Einzelausstellungen (Auswahl)
- 2011: Württembergischer Kunstverein Stuttgart, Das 2. Kochbegegniss: Ich habe dich zum fressen gern ”GERN”
- 2017: Grimmuseum, Berlin, Approaching Vibration
- 2018: SBKM De Vleeshal, Middelburg, Traumatized Lemon
- 2019: IKOB – Museum für zeitgenössische Kunst, Eupen, Deep Jaw Relaxation
- 2020: FUTURA Centre for Contemporary Art, Prag

## Gruppenausstellungen (Auswahl)
- 2016:  Manifesta 11

## Publikationen (Auswahl)
- Vibration Highway, Edition Taube, München, 2018